# Benedikt
Mužské vlastní jméno Benedikt pochází z latinského slova benedictus, což znamená „požehnaný, blahoslavený“. Toto jméno je velmi staré, v hebrejské formě je nalezneme již v 6. století př. n. l., kde se Báruch ברוך jmenuje „sekretář“ proroka Jeremjáše. Jméno Benedikt si často volí řeholníci a papežové, historie zná 16 papežů a 3 vzdoropapeže tohoto jména. V Čechách se historicky změnilo na jména Benek, Beneda či Beneš.

## Statistické údaje
Následující tabulka uvádí četnost jména v ČR a pořadí mezi mužskými jmény ve srovnání dvou roků, pro které jsou dostupné údaje MV ČR – lze z ní tedy vysledovat trend v užívání tohoto jména:
| Rok       | Četnost  | Pořadí   |
| 1999      | 295      | 251.     |
| 2002      | 299      | 249.     |
| Porovnání | o 4 více | o 2 lépe |
| 2006      | 353      | 282.     |
| 2013      | 402      | 591.     |

Změna procentního zastoupení tohoto jména mezi žijícími muži v ČR (tj. procentní změna se započítáním celkového úbytku mužů v ČR za sledované tři roky 1999-2002) je +2,1%.

## Benedikt v jiných jazycích
- Slovensky: Beňadik
- Maďarsky: Benedek
- Rusky: Benedikt nebo Venedikt
- Polsky: Benedykt
- Srbsky, německy: Benedikt
- Anglicky: Benedict nebo Bennet
- Italsky: Benedetto
- Francouzsky: Benoît
- Španělsky: Benito

## Jmeniny
- V českém kalendáři: 12. listopadu
- V slovenském kalendáři: 22. března
- V katolickém církevním kalendáři: 11. července (Benedikt z Nursie), 12. února (Benedikt Aniánský), 7. května (Benedikt II., papež)

## Významní Benediktové
- sv. Benedikt Aniánský († 821) – francouzský kněz a řeholník
- sv. Benedikt z Nursie († 543) – zakladatel benediktinského řádu
  - Řád svatého Benedikta
  - Řehole svatého Benedikta
  - Seznam benediktinských klášterů
- sv. Benedikt, poustevník na Skalce († 1034) – slovenský mučedník
- sv. Terezie Benedikta od Kříže (Edith Stein; 1891-1942) – německá filosofka a katolická řeholnice
- Benedikt (papež) – více osob téhož papežského jména

- Báruch – písař proroka Jeremjáše
- Baruch Spinoza (lat. Benedictus de Spinosis; 1632–1677) – nizozemský filosof
- Benedict Cumberbatch (* 1976) – britský herec
- Benedikt Bavorynský z Bavoryně a z Vlčího Pole († 1535) – teolog, biskup Jednoty bratrské
- Benedikt Braun (1867–1927) – český diplomat a vrchní schwarzenberský správce zámků
- Benedikta Dánská (* 1944) – dánská princezna
- Benedikta Jindřiška Falcko-Simmernská (1652–1730) – německá princezna
- Benedikt (probošt) († 1225) – probošt litoměřické kapituly
- Benedikt z Valdštejna († 1505) – probošt litoměřické kapituly, biskup kamínský
- Vavřinec Benedikt z Nudožer (1555-1615) – slovenský humanista, jazykovědec a matematik

### Jiný význam
- Benedikt (jezero), vodní nádrž u Mostu
- Benedikt lékařský, léčivá rostlina
- Benedikt (Slovinsko), obec
- Občina Benedikt ve Slovinsku